# داء نشواني وراثي عائلي
الدَّاء النَّشواني الوراثي العائلي هي حالةٌ وراثية يترسبُ فيها النشواني في أنسجة الجسم جهازيًا أو موضعيًا.:522